# يوسوك كوداما
يوسوك كوداما (باليابانية: 児玉ユースケ؛ بالكانا: こだま ゆうすけ) هو مصارع محترف ياباني، ولد في 22 أبريل 1987 في تسوياما في اليابان.

## روابط خارجية
- يوسوك كوداما على موقع CageMatch worker (الإنجليزية)